# Jürg Studer
Jürg Studer (født 8. september 1966 i Rüttenen, Schweiz) er en schweizisk tidligere fodboldspiller (midtbane). 
Studer spillede seks kampe for det schweiziske landshold, som han debuterede for 28. april 1992 i en venskabskamp mod Bulgarien. Han var med i den schweiziske trup til VM 1994 i USA, hvor han dog kun kom på banen i én af schweizernes fire kampe i turneringen, 1/8-finalenederlaget til Spanien. Det blev samtidig hans sidste landskamp.
På klubplan tilbragte Studer hele sin karriere i hjemlandet, hvor han blandt andet repræsenterede FC Zürich, Young Boys og Lausanne.